# Vladimir Bodiansky
Vladimir Bodiansky (ur. 25 marca 1894 w Charkowie, zm. 10 grudnia 1966 w Paryżu) – francuski inżynier, konstruktor i architekt rosyjskiego pochodzenia.
Był projektantem linii kolejowych, m.in. w Kongu Belgijskim, obiektów przemysłowych, m.in. zakładów Renault. Od 1946 projektował budynki o nowoczesnej architekturze - był jednym z twórców gmachu ONZ w Nowym Jorku. Zaprojektował m.in. Sabende w Gwinei.